# Port de Belledune
Le port de Belledune est un port de commerce situé dans le village de Belledune, au nord du Nouveau-Brunswick. Il est doté d'un important parc industriel.

## Situation
Le port est situé au bord de la baie des Chaleurs, dans le centre du village de Belledune. Il est accessible par la route 11 et la subdivision Newcastle du chemin de fer du Canadien National.

## Histoire
Le port fut construit en 1968 pour répondre aux besoins de la fonderie Noranda, aujourd'hui Xstrata. Le port fut agrandi à deux reprises, en 1990 puis en 1995 et 1996.

## Installations
Le terminal 1, construit en 1968, mesure 155 mètres de long par 15 mètres de large et a une profondeur de 10,4 mètres.  Il peut accueillir des bateaux de petit tonnage, entre 20 000 et 37 000 TPL. Il est doté d’un transporteur automatisé à courroie réversible et de déchargement pouvant manutentionner 1 800 tonnes métriques de marchandises à l’heure. Il accueille des navires venant principalement de la Croatie, de la Norvège, des Pays-Bas, de la Chine, du Japon et du Pérou. Il sert actuellement à l'importation et l'exportation de concentrés de minerai, d’acide sulfurique et de pétrole liquide par Xstrata Zinc-BMS.
Le terminal 2, construit en 1995, mesure 307 mètres de long par 28 mètres de large. La profondeur y varie entre 14,4 mètres et 14,6 mètres. 
Le terminal M.D. Young (terminal 3)
Stockage de vrac liquide
La gare de manutention 101 est située

## Usines
- Bennet Environmental
- Centrale thermique
- Usine Xstrata